# 金科文化
浙江金科汤姆猫文化产业股份有限公司（英語：Zhejiang Jinke Tom Culture Industry Co., LTD.；深交所：300459，简称：汤姆猫），是一家總部位於杭州市萧山区宁围街道浙江商会大厦的上市公司，公司業務範圍主要是圍繞「會說話的湯姆貓家族」這個品牌，推出遊戲、動畫等文創產品。曾用名浙江时代金科过氧化物有限公司、浙江金科过氧化物股份有限公司、浙江金科娱乐文化股份有限公司和浙江金科文化产业股份有限公司。公司成立於2007年，早期為化工企業，是中國大陸大型過碳酸鈉生產商。2016年收購電子遊戲開發公司杭州哲信後，轉型為文創企業，2017-18年全資收購斯洛文尼亞遊戲開發商Outfit7，並以營運Outfit7旗下的「會說話的湯姆貓家族」品牌為核心業務。

## 歷史

### 化工業務
金科文化前身為「浙江时代金科过氧化物有限公司」，簡稱「浙江金科」，成立於2007年6月，上市前主要研發、生產和銷售過碳酸鈉、过硼酸钠、三嗪次胺基己酸和醋酸钠等產品，年產過碳酸鈉10萬噸，食品級液體二氧化碳1.2萬噸，主要客戶為各大洗衣粉品牌。2015年時為中國大陸最大的過碳酸鈉生產和出口企業，產能僅次於索尔维集团、赢创工业和奥瑟亚化工。2015年5月，浙江金科在深圳創業板上市，創始人朱志刚當時的目標是「全球最大的过氧化物及功能日化原料的制造商」。上市後不久，浙江金科就以1.44億人民幣收購化工企業湖州吉昌化学有限公司60%的股份。9月14日，浙江金科停牌籌劃重大資產重組。12月，浙江金科以29億人民幣收購从事移动休闲游戏发行运营的杭州哲信100%股權，並宣佈轉型為移动互联网公司。化工業務自2018年7月開始轉移到全資子公司浙江金科日化原料有限公司（金科日化），並且之後逐漸出售金科日化的股份，2019年6月出售了所有金科日化股份，不再擁有化工業務。

### 文創及遊戲業務
2016年6月，杭州哲信正式纳入上市公司合并范围。同時浙江金科更名為「浙江金科娱乐文化股份有限公司」，簡稱「金科娛樂」，原董事會4名董事辭職，原杭州哲信3名員工進入董事會，杭州哲信創始人王健成為金科娛樂總經理。10月朱志刚辭去董事長職務，原董秘兼副总经理魏洪涛接任董事長。12月，以3億人民幣收購遊戲開發公司杭州每日给力。2017年8月，金科娛樂透過一系列資本運作，其中以42億人民幣收購了斯洛文尼亞遊戲開發商Outfit7的56%股份。收購之後金科娛樂更名為「浙江金科文化产业股份有限公司」，簡稱「金科文化」。同年，金科文化發行運營的手機遊戲有116款，並在當年首次參加ChinaJoy。2018年4月完成Outfit7剩餘股權的收購，並開始圍繞「會說話的湯姆貓家族」品牌推出各類衍生產品。金科文化計劃在2018年起，每年開發6到8款娛教類遊戲，在中國大陸各地購物中心開設「湯姆貓之家」娛樂場，收購國內教育機構，配合湯姆貓品牌發展早教服務和高端幼兒園品牌。2019年，金科文化的86%利潤來源為湯姆貓系列遊戲的廣告收入。7月，王健升任董事長。同年11月，金科文化宣佈和中广热点云科技有限公司合作，發展5G方面業務。同年由於中國大陸遊戲版號審批日趨嚴厲，杭州哲信業務收入嚴重下滑，遊戲發行業務收縮。2020年12月，王健因減持金科文化股份被證監會調查，次年1月王健卸任董事長。2021年7月26日，金科文化將公司證券簡稱由「金科文化」改為「湯姆貓」，公司名變更為「浙江金科汤姆猫文化产业股份有限公司」。

### 海外投資業務
2016年9月，金科娛樂成立以全资子公司金科国际（香港）有限公司為主導的海外投資基金「Discovery Nusantara Capital」，其後分別投資了印尼的遊戲開發商Touchten和Toge Productions，2018年和其他投資機構一起投資約旦遊戲開發公司Tamatem。